# 코미디하우스
코미디하우스는 2000년 11월 11일부터 2005년 3월 10일까지 MBC TV에서 방송된 코미디 프로그램이다.

## 역대 출연자
- 이경실
- 조혜련
- 정선희
- 김효진
- 홍기훈
- 이윤석
- 박명수
- 문천식
- 정준하
- 최양락
- 표영호
- 전영미
- 김미연
- 방용화
- 김학도
- 김현철
- 정성호
- 배칠수
- 김영철 외 다수

## 코너

### 역대 코너

#### 웃지마 (웃지 않는 드라마)
5명의 출연자가 드라마 연기를 하는데 한사람이 나중에 이상한 분장으로 출연한다. 출연자들은 연기를 하면서 웃지 말아야한다. 많이 웃는 사람이 진다. 조혜련이 골룸 연기를 한 걸로 유명하다.

#### 노브레인 서바이버
일요일 일요일 밤에의 코너 브레인 서바이버를 패러디한 것으로 정준하, 문천식이 바보 연기를 하면서 문제를 푼다. 특이사항으로는, 당시 신입PD 시절이었던 MBC 예능국 김유곤 PD가 렉시의 '애송이'를 개사한 '김피디송'을 부르며 코믹한 역할로 카메오 출연을 하기도 했다. (출연: 정준하, 문천식, 표영호, 김미연, 임준혁, 추대엽 외 다수)

#### 삼파전
최양락이 MC를 맡아 시사,상식을 3명의 연예인이 성대모사로 퀴즈를 푼다. (출연: 최양락, 배칠수, 김학도, 전영미, 안지환)

#### 10분 토론
최양락이 MC를 맡아 시사문제를 여러명의 연예인이 10분 동안 유명 인사의 패러디와 성대모사로 토론을 한다. 코너의 배경음악은 이효리의 '10 Minutes'이다. (출연: 최양락, 배칠수, 전영미, 김현철, 김학도 외 다수)

#### 삼자 토론
방영 당시 3명의 유력 대선 후보의 성대모사로 시사문제를 다룬 토론을 한다. 박명수는 이회창, 김학도는 권영길, 배칠수는 노무현을 성대모사하였다. 특이사항으로는, 성우 안지환이 토론을 진행하는 사회자 역으로 직접 출연하였다. (출연:박명수, 김학도, 배칠수, 안지환)

#### 역사 뉴스
역사적 사건들을 코믹 뉴스로 재해석한 코너. 최양락이 앵커 역할을 맡았으며, 표영호, 양헌, 추대엽 등이 기자 역할을 맡았다.

#### 1분 논평
김현철이 주어진 시간 1분 동안 논평을 한다. 그런데 1분 동안 완벽하게 논평 하는게 아닌 엉뚱한 상황이 벌어지기도 한다.

#### 장금아 장금아
자사의 대하드라마였던 대장금을 패러디한 코너이자, 공석인 최고상궁 자리를 놓고 경합을 벌이는 한상궁과 최상궁의 암투를 다뤘다.

#### 어른 견문록
자사의 오락프로그램이었던 전파견문록을 패러디한 코너, 진행 방식은 전파견문록과 동일하나 문제를 못 맞히면 벌칙이 주어지는 코너이다.

### 그외 코너
- 천지인의 명상개그
- 나플리 택시
- 걸리면 마신다
- 아이스 가족
- 꽃보다 남자
- 수중대담
- 옥탑방 야옹이
- 칼은 달빛을 가르고
- 얼짱 A4
- 저주받은 걸작
- 라이브의 여왕
- 이종격투기 CFC
- NG는 없다.
- 최강의 콤비
- 언플러그드 환과진
- 형아
- 팝소리 한마당
- 등급동화
- 심리개그 와룡봉추
- 허무개그
- 클레오파트라의 부활